# Antje Gerdes
Antje Gerdes (* 13. Mai 1885 in Kirchdorf, einem Ortsteil der Stadt Aurich im Landkreis Aurich, Niedersachsen; † 26. April 1954 in Aurich) war eine deutsche Chiropraktikerin, die als bekannteste „Knochenbrecherin“, eine volkstümliche ostfriesische Bezeichnung für einen traditionellen alternativen Heilkundler, gilt.

## Leben
Antje Gerdes kam als Tochter des Landgebräuchers und Gastwirts Fokke Gerdes Saathoff zur Welt. Dieser arbeitete schon in großem Umfang als Knochenbrecher. Antje lebte bis zu ihrem 23. Lebensjahr im Hause ihres Vaters und wurde von diesem angelernt. Am 4. April 1908 heiratete sie den Hengstbeschneider Garrelt Gerdes aus Ihlowerfehn (1881–1965). Aus der Ehe gingen vier Kinder hervor. Ab 1910 unterhielt sie eine eigene Praxis als Knochenbrecherin. Im Jahre 1920 zog sie mit ihrer Familie nach Sandhorst und von dort aus 1931 nach Aurich, wo sie 1934 Mitglied im Heilpraktikerbund Deutschlands wurde. Bis 1939 war die Ausübung der Heilkunde in Deutschland in der Reichsgewerbeordnung nach den Grundsätzen der Kurierfreiheit geregelt. Die Erste Durchführungsverordnung zum Heilpraktikergesetz (HeilprGDV 1) vom 17. Februar 1939 verlangte dann zur berufsmäßigen Ausübung eine Unbedenklichkeitsbescheinigung nach amtsärztlicher Prüfung. Antje war lediglich durch ihren Vater unterwiesen worden. Eine medizinische Ausbildung hatte sie nie absolviert. Trotzdem erlaubte der Landrat des Kreises Aurich ihr, die „Heilkunde ohne Bestallung“, wie es im Heilpraktikergesetz hieß, berufsmäßig auszuüben. Am 26. April 1954 starb Antje Gerdes in Aurich.